# 101 Helena
101 Helena é um asteroide rochoso do Cinturão de Asteroides.

## Descoberta e nomeação
Descoberto por James Craig Watson em 15 de agosto de 1868, no Observatório de Ann Arbor. O nome Helena foi atribuído em homenagem a Helena, filha de Zeus.

## Dimensões
Foram realizadas observações de radar deste objeto em 7 e 19 de outubro de 2001 a partir do Observatório de Arecibo. A análise dos dados deu um diâmetro elipsoidal estimado de 71 × 63 × 63 ± 16% km. O diâmetro estimado a partir das medições de infravermelho IRAS é de 66 km. É classificado como um Esterto tipo S no  Sistema Tholen.

## Órbita
Helena tem um período orbital de 4,15 anos, no qual orbita a uma distância média de 2,583 ua em relação ao Sol, podendo aproximar-se até 2,22 ua. Sua órbita é de baixa excentricidade que equivale a 0,14 e a sua inclinação orbital é de 10,19°.